# Adaxial

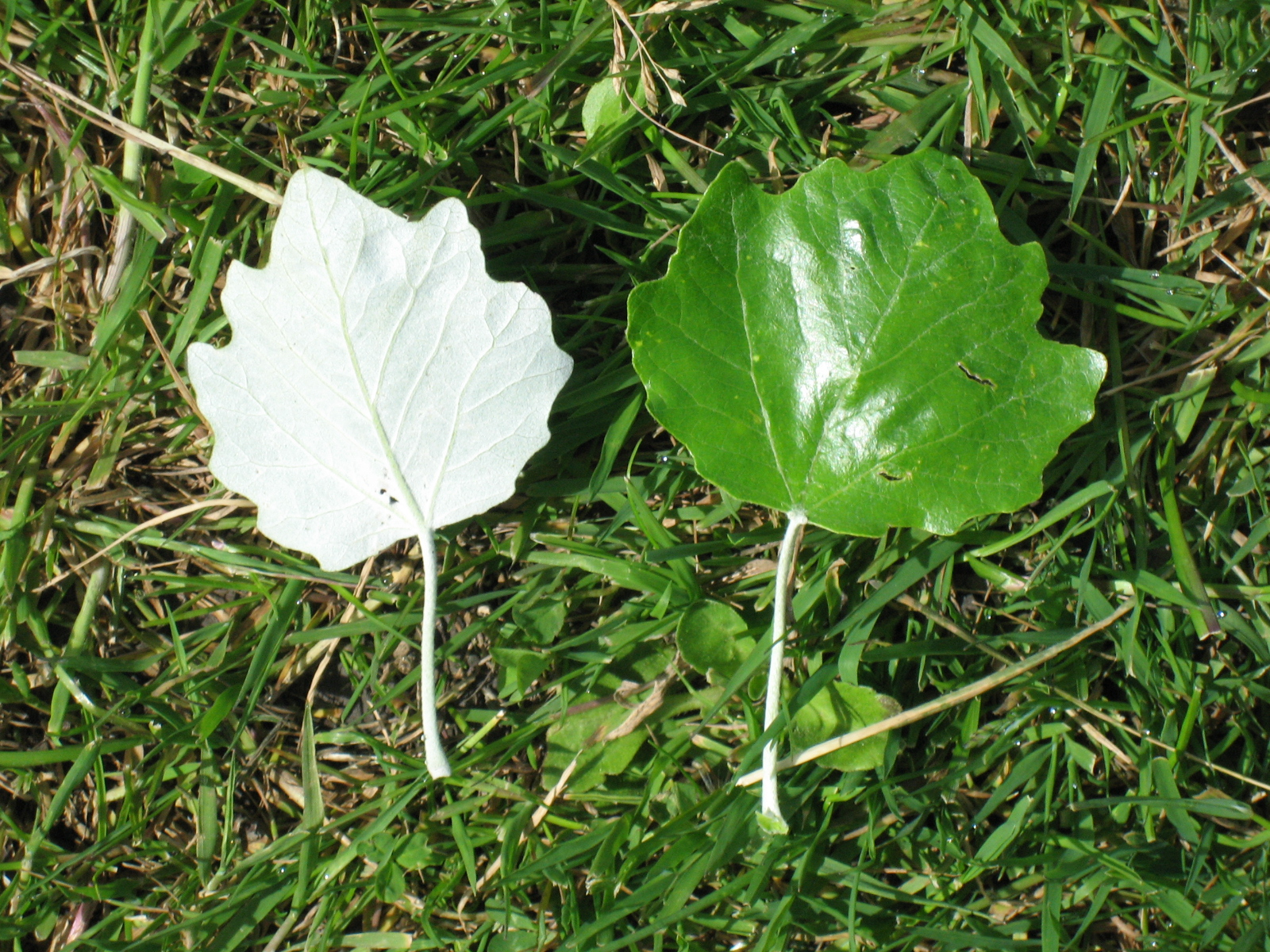
Abaxiale (Blattunterseite, links) und adaxiale (Blattoberseite, rechts) Seite eines Blattes der Silber-Pappel

Als adaxial, von lateinisch ad „zu“ und axis „Achse“, wird allgemein eine Lage nahe am Körper bzw. der Körperachse bezeichnet. In der Botanik benennt es die der Sprossachse (Abstammungsachse) zugewandte Seite eines Blattes. Diese Seite ist morphologisch die Oberseite, muss jedoch nicht immer nach oben gerichtet sein. Für Blütenorgane bedeutet adaxial die nach innen gerichtete Seite.
Die von der Körperachse oder Sprossachse abgewandte Seite wird abaxial genannt.

## Nachweise
1. 1 2  Stichwort „adaxial.“ In: Herder-Lexikon der Biologie. Spektrum Akademischer Verlag GmbH, Heidelberg 2003. ISBN 3-8274-0354-5.
2. ↑  Gerhard Wagenitz: Wörterbuch der Botanik. Morphologie, Anatomie, Taxonomie, Evolution. 2., erweiterte Auflage. Nikol, Hamburg 2008, ISBN 978-3-937872-94-0, S. 4.
3. ↑  Stichwort abaxial. In: Herder-Lexikon der Biologie. Spektrum Akademischer Verlag, Heidelberg 2003, ISBN 3-8274-0354-5.